# Vredeskerk (Delft)
De Vredeskerk of Sacramentskerk (voluit: Kerk van het Allerheiligst Sacrament) is een rooms-katholieke parochiekerk in de wijk Wippolder in de plaats Delft, in de Nederlandse provincie Zuid-Holland. De kerk maakt deel uit van de Sint Ursulaparochie en ligt aan het kruispunt Nassaulaan/Julianalaan (Poortlandplein). Het gebouw is ontworpen door de architecten H. Thunnissen, J.H. Hendricks en Th. van Rossum.

## Geschiedenis
Hoewel de kerk uit 1940 stamt, is er al vanaf 1919 een parochie in de Wippolder. Aan de Simonsstraat werd een noodkerk gebouwd. In 1938 werd begonnen met de bouw van de huidige kerk aan het Poortlandplein die in 1940 voltooid was. Toen in 1940 het bombardement op Rotterdam plaatsvond, was de kerk officieel nog niet ingewijd. De inwijding werd toen snel en in alle soberheid gedaan, zodat de noodkerk gebruikt kon worden voor de opvang van vluchtelingen uit Rotterdam.

De oude noodkerk heeft nadien nog dienstgedaan als school en thans is er een sportschool gevestigd.
De kerk staat bekend vanwege het woord "vrede" dat in grote letters boven de ingang hangt. Dit is een overblijfsel uit de Vredesweek van 1974, toen deze titel in zijn geheel op de toren werd bevestigd. De laatste 5 letters hiervan zijn niet bewaard gebleven.
Het kerkgebouw is sinds 2002 een rijksmonument.

## Dominicanessen
In 2008 betrokken de zusters Dominicanessen van Bethanië de pastorie en vestigden daar de Sint-Dominicuscommuniteit.